# 寡养杆菌属
寡养杆菌属（学名：Stenotrophobacter）是出芽小链菌科的属。寡养杆菌是一类革兰氏阴性、非运动性、嗜温、需氧且化能有机异营的杆状细菌。此属的模式种为土壤寡养杆菌（Stenotrophobacter terrae）。

## 命名
“Stenotrophobacter”一词源自希腊语形容词“stenos”（狭窄）、“trophos”（喂养者）以及新拉丁语名词“bacter”（杆状），意为以少数几种底物为食的杆状细菌。

## 形态
寡养杆菌是革兰氏阴性杆菌。它们细胞长约2.0至2.5μm，宽约0.4至0.7μm，以单个或成对细胞的形式出现。该属为非运动性细菌，其细胞也不形成孢子和荚膜。它们通过二分裂方式繁殖。
该属成员的菌落均为凸起的圆形、直径小于1毫米、边缘规则、呈粉红色。在最佳温度和pH值下，物种之间的菌落倍增时间有显著差异。在生长的稳定期，所有物种的菌落的最终OD660均达到0.5至0.6。

## 生理
寡养杆菌是一类需氧、化能有机营养细菌，并且无法还原硝酸盐和发酵葡萄糖。它们是中温菌，生长温度范围在16℃至41℃，表现出较广的温度适应性。而，它们的生长pH值范围最高可达9.5至9.8，最佳范围则在中性至弱酸性环境（5.5至7.9）。其代谢底物种类有限，包括原儿茶酸和复杂的蛋白质底物（酪蛋白氨基酸和酵母提取物）。此外还可代谢部分氨基酸、戊糖醇和羧酸。寡养杆菌的特征表现为具有针对含磷酸盐化合物（碱性与酸性磷酸酶和萘酚AS-BI磷酸水解酶）、蛋白质（亮氨酸氨基肽酶和胰蛋白酶）、脂质（酯酶/脂酶（C8））、糖苷和氨基糖（N-乙酰-β-氨基葡萄糖苷酶）的胞外酶活性。此属的菌种均不能降解复杂的多糖，如淀粉、纤维素、羧甲基纤维素、木聚糖、几丁质、果胶或木质素。其过氧化氢酶活性是可变的，而细胞色素c氧化酶活性为阴性。

## 分子特征
寡养杆菌的主要脂肪酸包括iso-C15:0、C16:1 ω7c/C16:1 ω6c和iso-C15:1H/C13:0 3-OH，此外粉色寡养杆菌含有大量anteiso-C15:0。主要极性脂质有二磷脂酰甘油、磷脂酰乙醇胺、磷脂酰胆碱、磷脂酰甘油等。主要异戊二烯醌为MK-8，此外也存在少量MK-7。他们的DNA GC含量约为56.8至59.4mol%。

## 系统发育
寡养杆菌的所有物种均从纳米比亚半干旱稀树草原土壤中分离出来。寡养杆菌能够耐受相对较广的温度和pH值范围，这使得该属的成员能够栖息在不同的生境或条件高度多变的生境中，例如撒哈拉以南的土壤。此外，寡养杆菌不适应使用来源于植物、真菌或动物的聚合物，因此可能不直接参与腐烂有机物的分解过程。